# متحف ركزا آرثا
متحف ركزا آرثا هو متحف للتاريخ يقع في جاكرتا، إندونيسيا.
يضم المتحف مجموعة من العناصر التاريخية ذات الصلة بطباعة الروبية الإندونيسية. تشمل مقتنيات المتحف أوراق عملة الروبية التاريخية منذ فترة الاستقلال وحتى الحقبة التي عُرفت باسم النظام الجديد وطابعات الأموال التي تعود للقرن العشرين وأدوات صك العملات المعدنية، بالإضافة إلى بعض الصور التاريخية عن جمهورية إندونيسيا والي كانت تُستخدم في الماضي للحفاظ على السيادة الاقتصادية في بداية الاستقلال.
كان مبنى المتحف في الأصل عبارة عن مستودع للحبر يخص بيروم بيروري.
ويعد متحف ركزا آرثا أحد المتاحف العديدة في إندونيسيا الذي يشهد عددًا ضئيلاً من الزوار. كما أن المتحف كثيرًا ما يغلق أبوابه وبالتالي ينبغي للزائر تحديد موعد قبل الذهاب لزيارته.